# Mezei Béla (színművész)
Mezei Béla (Buda, 1861. április 30. – Budapest, Ferencváros, 1921. november 28.) színész, színházigazgató.

## Életútja
Mezei Ignác és Grün Róza fiaként született. 1885. április 1-jén lépett színpadra Gáspár Jenőnél, Versecen. Nemsokára titkárként is működött. Művezetője volt özv. Veszprémi Jenőné Ágh Ilona és Deák Péter társulatának, majd helyettes igazgató Nádassy Józsefnél. 1891-ben igazgató lett és főképpen a nemzetiségi vidékeken a nemzeti kultúra érdekében nagyszabású munkásságot fejtett ki. 1891-ben önálló társulatot hozott létre Újpesten, 1892–93-ban Salgótarjánban, 1893–94-ben Zentán, 1894–95-ben Székelyudvarhelyen léptek fel. 1898 és 1901 között Nyitrán terjesztette a magyar eszmét és a délvidéken is elismerést vívott ki. 1901–02-ben Sátoraljaújhelyen működött mint igazgató, majd 1902–03-ban Pécsett volt titkár. 1903-ban Győrött választották meg, ahol 1910. március 21-én jubilált. 1911–13-ban Fehértemplomon, Versecen, Nagybecskerekben, Zomborban és Lugoson játszott társulata. 1913 és 1917 között a debreceni színházat vezette. 1917. október 1-jén Rákosszentmihályon nyugalomba vonult, ahol 1918-ban mozgóképszínházat nyitott Világ Mozgó cím alatt. Halálát véres agyguta okozta.
Első felesége Till Róza színésznő, aki 1867-ben Szatmáron született. 1886-ban lépett színpadra Feleky Miklósnál. 1911. január 1-én nyugalomba ment. Később elváltak és Moly Tamás író neje lett. Mezei második felesége Fenyvessy (Fenyvesi) Olga színésznő, aki született 1885. május 23-án Temesvárt és színpadra lépett 1906. július 1-én. 1911. május 23-án Veszprémben kötöttek házasságot.